# ТВ КЦН 1
ТВ КЦН 1 (стилизовано као TV K::CN 1) је локална национална телевизија, која је у склопу ТВ КЦН Коперникус. ТВ КЦН 1 је прва телевизија КЦН Коперникус. ТВ КЦН 1 емитује колажни програм.

## Програм

### Информативни програм
- Глобал нет
- Чашица разговора (Мирјана Бека Павловић и Ненад Павловић)
- Јутро онлајн
- Србија онлајн (Данијела Јанев, Дијана Ђорђевић, Теа Момчиловић, Ивана Дамњановић)
- На крају дана са Ђуком (Владимир Ђукановић)
- Матине уз К::ЦН
- К::ЦН поподне
- Информер (Мирко Перовић, Милица Вукић, Катарина Табаковић)
- Призма (Ивана Љубисављевић, Ружица Симоновић)
- Фаст инфо
- Гласно и јасно (Снежана Ђорђевић)
- Истина о... (Лидија Манић)
- Бизнис вести (Људмила Ристић Миладиновић)
- Time out (Никола Шиповац и Милан Костић)
- Бесмртност и стваралаштво (проф. др Мила Аличковић)
- Записи

### Емисије
- Недељом у 3 (Анета Фараго)
- Сузанин избор (Сузана Манчић)
- Женска посла са Нином (Нина Кубуровић)
- Опуштено са вама (Микан Козомара)
- МIC (Милан Јевтић, Јована Брзаковић, Теа Момчиловић)
- Хипократ (Дијана Ђорђевић, Ивана Јовановић)
- Prslook Again (др Сандро Марковић)
- Ни црно ни бело (Виолета Димитрић)
- Секи Јо музички алиби (Секи Јонузовић)
- Прва ноћ са др Сандром (др Сандро Марковић)
- Без предрасуда
- Модни магазин (Зоран Ћумура)
- Клуб шампиона (Мирјана Бека Павловић)
- др Тара - лепота здравља (Тамара Крстић)
- Шампањац са Јасмином Аном (Јасмина Ана)
- Поларотор (проф. др Драган Ћосић)
- ABS show
- Стем 011 (Јелена Петковић)
- Фокус ауто
- Тренд сетер
- Хеј ромален (Миле Петровић)
- Поглед (Драган Виденовић)

### Серије
- Опасне игре
- Слатка тајна
- Крадљивац срца

## Мреже у Србији које емитују ТВ КЦН 3
- Тотал ТВ
- СББ;
- Коперникус
- Иком
- Телеком ИПТВ
- Open IPTV...